# Масолин (Тревизо)
Масолин је насеље у Италији у округу Тревизо, региону Венето.
Према процени из 2011. у насељу је живело 74 становника. Насеље се налази на надморској висини од 42 м.